# Gaertnera obovata
Gaertnera obovata är en måreväxtart som beskrevs av John Gilbert Baker. Gaertnera obovata ingår i släktet Gaertnera och familjen måreväxter.
Artens utbredningsområde är Madagaskar.

## Underarter
Arten delas in i följande underarter:
- G. o. obovata
- G. o. sphaerocarpa